# Коротков, Иван Никонович
Иван Никонович Коротков (1921—1959) — младший сержант Рабоче-крестьянской Красной Армии, участник Великой Отечественной войны, Герой Советского Союза (1944).

## Биография
Иван Коротков родился в 1921 году в селе Дмитриевка (ныне — Нефтегорский район Самарской области). После окончания четырёх классов школы работал в колхозе. В 1940 году Коротков был призван на службу в Рабоче-крестьянскую Красную Армию. С июня 1941 года — на фронтах Великой Отечественной войны. К марту 1944 года младший сержант Иван Коротков командовал отделением разведки 223-го кавалерийского полка 63-й кавалерийской дивизии 5-го гвардейского кавалерийского корпуса 2-го Украинского фронта. Отличился во время форсирования Южного Буга.
17 марта 1944 года Коротков вместе с группой бойцов переправился через Южный Буг к западу от города Первомайска Николаевской области Украинской ССР, уничтожил несколько солдат противника и захватил важного пленного, доставив его к командованию. Затем Коротков вновь переправился через Южный Буг и принял активное участие в захвате плацдарма на его западном берегу, отразив несколько немецких контратак.
Указом Президиума Верховного Совета СССР от 13 сентября 1944 года младший сержант Иван Коротков был удостоен высокого звания Героя Советского Союза с вручением ордена Ленина и медали «Золотая Звезда».
После окончания войны Коротков был демобилизован. Вернулся в родное село, работал в местном колхозе. Скоропостижно скончался 19 января 1959 года.
Был также награждён оденом Отечественной войны 2-й степени и рядом медалей.